# Edward Mallory Almond
Edward Mallory Almond, ameriški general, * 12. december 1892, † 11. junij 1979.